# 三田製紙所

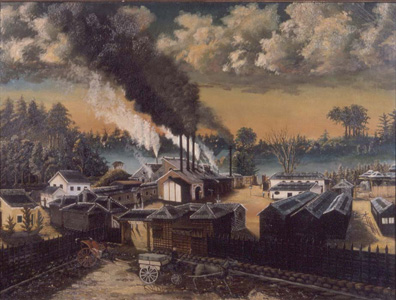
三田製紙所の図　1880年(明治13年)
床次正精作

三田製紙所（みたせいしじょ）は、1875年(明治8年)東京芝区三田小山町(現在の港区三田1丁目の西側）に開業した製紙会社。日本の洋紙製造業では有恒社に次ぎ、蓬萊社、抄紙会社(王子製紙)と並んで早く創業した製紙業黎明期の会社。

## 日本の製紙の黎明期
明治になって日本では洋紙製造の機運がたかまり、1872年(明治5年)旧広島藩主浅野家が東京日本橋蛎殻町に製紙会社有恒社を企画したのを皮切りに東京王子の抄紙会社、大阪の蓬萊社、京都のパピール・ファブリック、神戸の神戸製紙所などが開業の準備を始めていた。これら日本で最初の製紙会社は明治7年開業した有恒社に続き続々と開業していくのである。当時の洋紙製造では原料は襤褸（ボロ・木綿の古布）が良いとされ、製紙会社各社はいずれも襤褸を入手しやすい大都市に工場を設けたのである。（木材パルプが紙の原料になるのは明治20年以降である）。同時期、アメリカ人貿易商ウイリアム・ドイルは日本でも製紙業が興るだろうと見越してアメリカ製54インチ丸網抄紙機を輸入していた。

## 歴史
1874年（明治7年）、外務書記官の川路寛堂（外国奉行川路聖謨の孫で岩倉使節団に参加した）がアメリカ人貿易商ウイリアム・ドイルを日本橋蛎殻町米商会所（米穀取引所）頭取の林徳左衛門（元薩摩藩の御用商人）に引き合わせた。
林はもともとは製紙業に興味はなかったものの、政府から地券用紙が大量に発注されることを知っていて、また川路への義理もあり、ドイルとともに製紙会社を興す。林は東京三田の工場敷地建物（評価額75000円)、ドイルが機械類（評価額75000円)を現物出資し、三田製紙所は1875年（明治8年）開業する。三田製紙所では製紙技師はアメリカ人技師エム・ゼ・シェーを招き、また林の甥でアメリカ留学中の村田一郎に製紙の勉強を命じ、帰国後副社長に命ずる（村田は後、富士製紙の第二代社長となり明治の製紙業界で名を成す）
三田製紙所は現在の東京都港区三田1丁目、一の橋と二の橋の中間、古川に面する位置にあった。
1876年（明治9年）ドイルは破産し、三田製紙所の機械類を林に買い受けてくれるよう依頼し、このとき政府が地券用紙を大量に注文するにあたって、三田製紙所を印刷局の御用工場にする条件で融資を受け75000円を借り受ける。政府は債権を回収するために三田製紙所に大量の地券用紙を発注する。
当時、政府は全国の土地一筆ごとに地券を発行する大事業を計画し、そのため、用紙が大量に必要だったのである。
これは三田製紙所一社だけでは到底抄ききれないほど大量で、林は同業各社にも地券用紙の製造を依頼する。開業間もない製紙各社は不況に苦しんでいたが、この注文で潤っている。
1880年（明治13年）までは地券用紙の製造で潤ったが、その製造が終わったころ林は大阪の蓬莱社中之島工場を譲り受け経営していた真島襄一郎に三田製紙所を売り渡す。真島はこれを真島第二製紙所をして経営するが、不況はますます深刻で経営は苦しく、燃料の石炭が高騰したのを機に1882年（明治15年）8月、真島は林に三田製紙所を売り戻す。しかし、林も製紙業を再開する気もなく、大韓帝国の金玉均に製紙機械を売り渡し、東京三田での製紙業は終わりを告げる。金玉均に渡った製紙機械はその後の朝鮮内部の混乱の為ソウルで錆になってしまったとのこと。